# Alberto Paz
Alberto Paz (, nasceu em 1915) foi um compositor e pandeirista brasileiro. Em 1938 passou a integrar o Anjos do Inferno tendo a função de tocar pandeiro, ele ficou no lugar que era de Milton Campos. Integrou o grupo até 1942, e Hélio Verry ficou no seu lugar. Fez várias composições para várias artistas musicais brasileiros.

## Composições
- "Bazar de Ilusões" (compôs com Severino Filho)
- "Deixa Isso pra Lá" (compôs com Edson Menezes)
- "Desta Vez" (compôs com Alberto Lazzolli)
- "Dizem Por Aí" (compôs com Manoel da Conceição)
- "Duas Notas" (compôs com Carlos Monteiro de Souza)
- "Dura Lex Sed Lex" (compôs com Domício Augusto)
- "Em Outubro Vou Pagar" (compôs com Carlos Monteiro de Souza)
- "Eu Sei" (compôs com Carlinhos)
- "Férias de Julho" (compôs com Carlos Monteiro de Souza)
- "Frases de Amor" (compôs com Nestor Campos)
- "Lembro-me Ainda" (compôs com Dilermando Reis)
- "Manequim 46" (compôs com Carlos Monteiro de Souza)
- "Minha Canção" de amor (compôs com Severino Filho)
- "Não" (compôs com Carlos Monteiro de Souza)
- "Não Foi Saudade" (compôs com Severino Filho)
- "Papagaio do Futuro" (compôs com Edson Menezes)
- "Pé de Chumbo" (compôs com Carlos Monteiro de Souza)
- "Pense mais baixo" (compôs com Severino Filho)
- "Um Milhão de Vezes Não" (compôs com Carlos Monteiro de Souza)
- "Vamos Cochichar" (compôs com Carlos Monteiro de Souza)
- "Zig-zag" (compôs com Edson Menezes)